# Tolnaodes
Tolnaodes là một chi bướm đêm thuộc họ Noctuidae.